# Turismo na Região Nordeste do Brasil

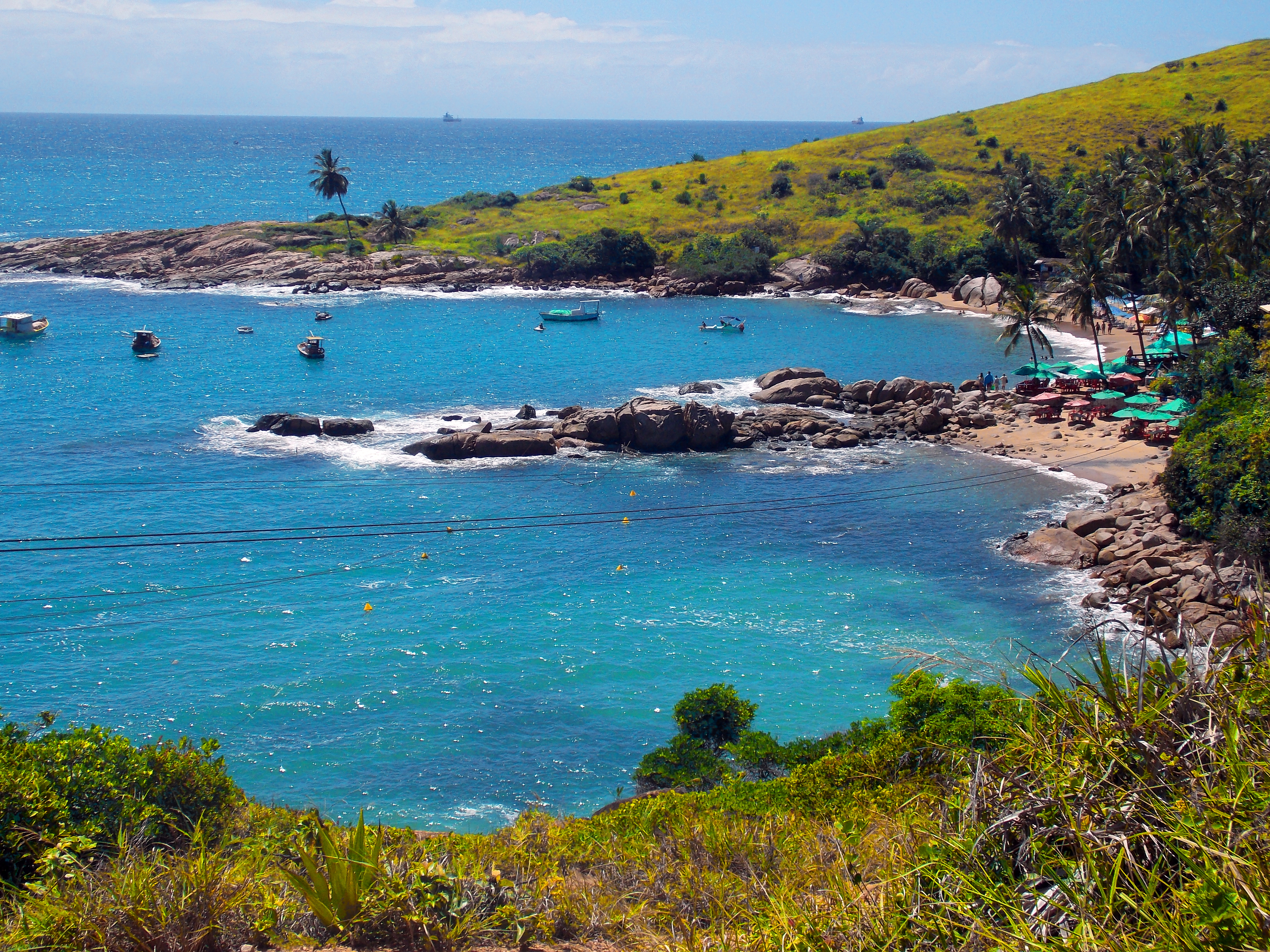
O Cabo de Santo Agostinho, no litoral sul de Pernambuco, foi o local da descoberta do Brasil por Vicente Yáñez Pinzón no dia 26 de janeiro de 1500.

O turismo é uma das principais atividades econômicas da região Nordeste do Brasil.

## Principais atrativos

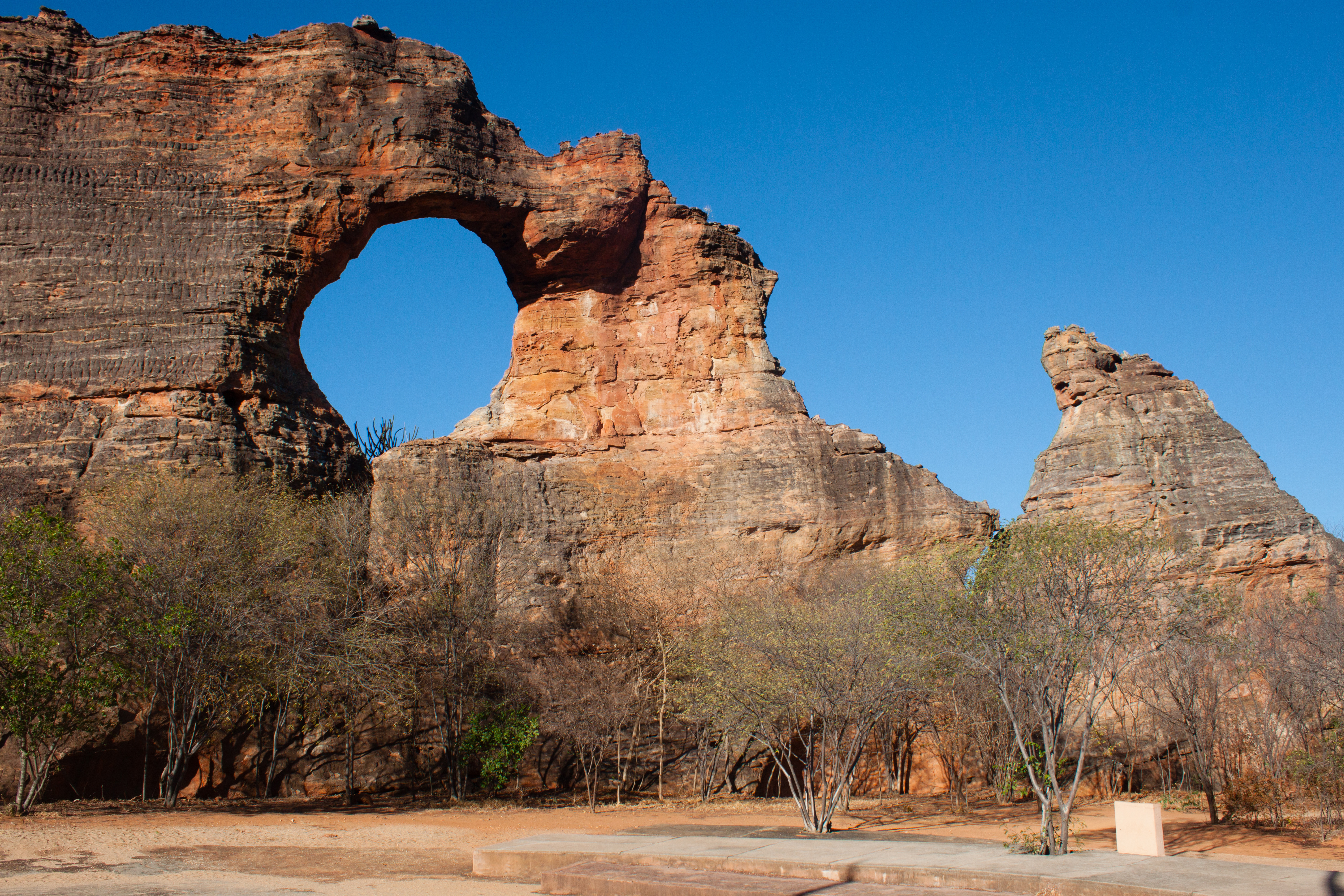
Na Toca da Tira Peia, situada no Parque Nacional Serra da Capivara (foto), Piauí, foram encontrados vestígios de ocupação humana que datam de 22 mil anos.

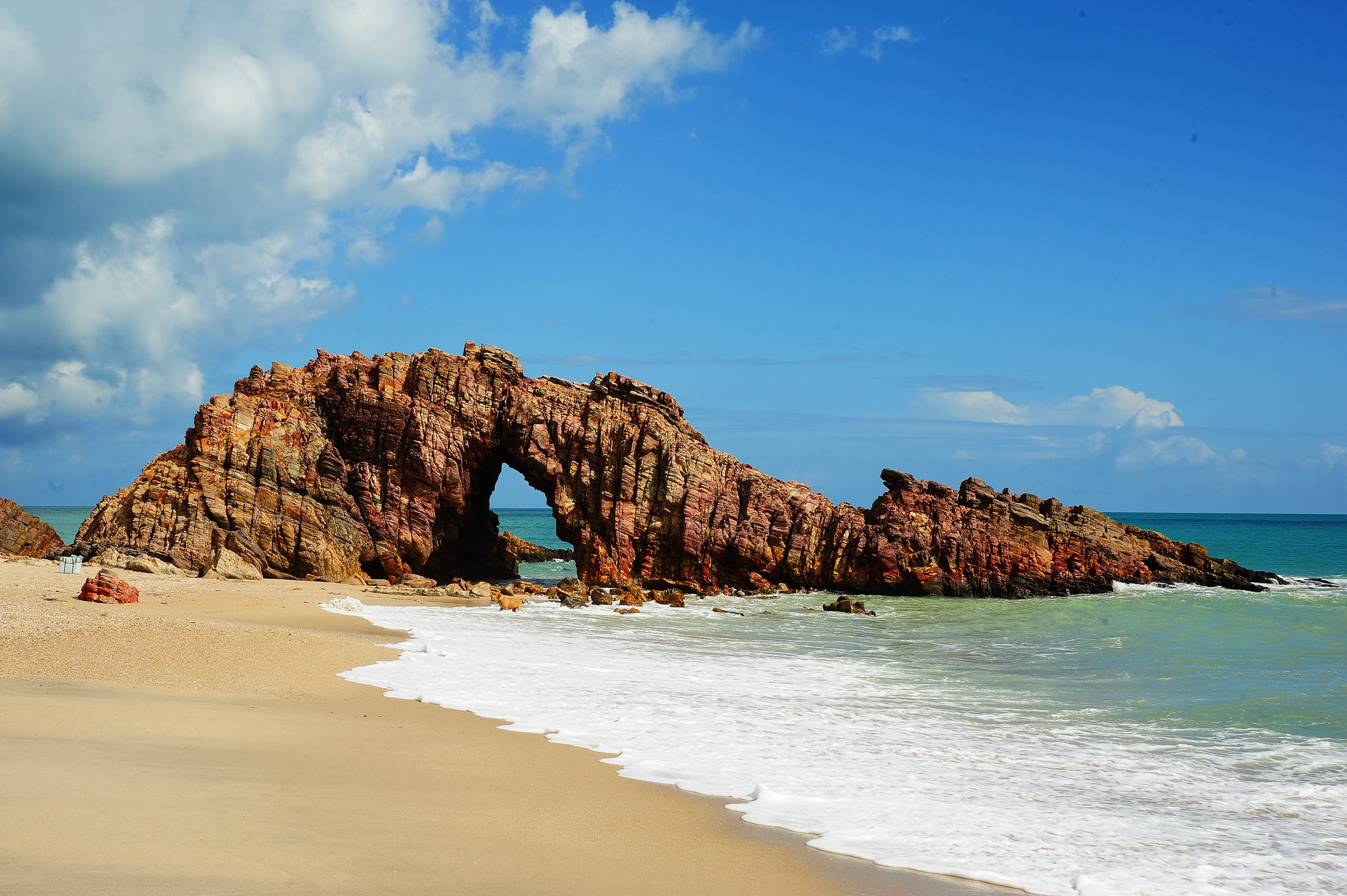
Praia de Jericoacoara, Ceará.

O imenso litoral com praias belíssimas, muitas intocadas, que são comparadas apenas às do Caribe, colocam o Nordeste entre as grandes rotas de turismo mundial. Milhões de turistas desembarcam nos modernos aeroportos nordestinos todos os anos. Há alguns anos os estados vêm investindo intensamente na melhoria da infraestrutura, criação de novos pólos turísticos, e alguns no desenvolvimento do ecoturismo.
Segundo a pesquisa "Hábitos de Consumo do Turismo Brasileiro 2009", realizada pelo Vox Populi em novembro de 2009, a Bahia é o destino turístico preferido dos brasileiros, já que 21,4% dos turistas optaram pelo estado. Pernambuco, com 11,9%, e São Paulo, com 10,9%, estão, respectivamente, em segundo e terceiro lugares nas categorias pesquisadas.
Entre as praias mais procuradas do Nordeste estão: Arraial d'Ajuda e Morro de São Paulo, na Bahia; Atalaia e Pirambu, em Sergipe; Pajuçara e Maragogi, em Alagoas; Porto de Galinhas e Itamaracá, em Pernambuco; Cabedelo e Tambaba, na Paraíba; Genipabu e Pipa, no Rio Grande do Norte; Jericoacoara e Canoa Quebrada, no Ceará; Coqueiro e Pedra do Sal, no Piauí; e Curupu e Atins, no Maranhão.

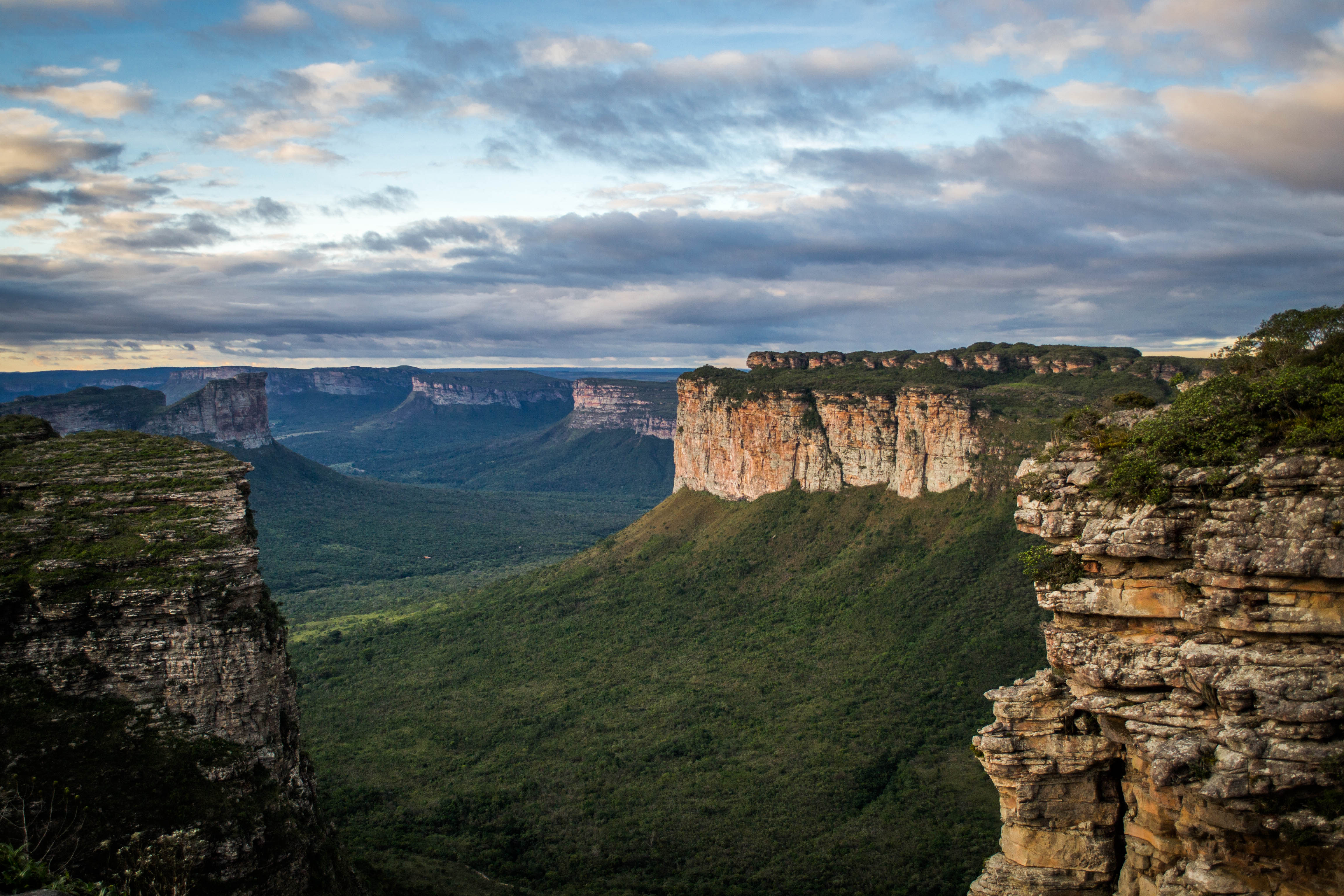
Chapada Diamantina, Bahia.

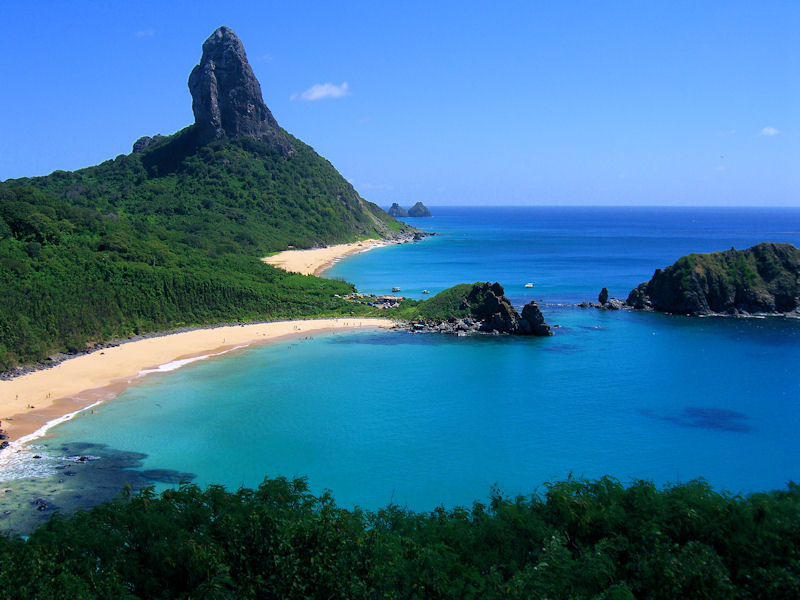
Fernando de Noronha, Pernambuco.

O Carnaval é um dos grandes atrativos do Nordeste, principalmente nas cidades de Salvador, Recife e Olinda. O Carnaval de Salvador, contou com mais de um milhão de turistas em 2023. No Estado da Bahia, foram cerca de 2,7 milhões de visitantes, números acima do registrado na pré-pandemia, quando foram 2,3 milhões e 800 mil, respectivamente. O Carnaval Recife–Olinda é considerado o de maior diversidade cultural do país com seus bonecos gigantes, frevo e maracatu, além de possuir o maior bloco carnavalesco do mundo, o Galo da Madrugada. A capital pernambucana contou com 2,7 milhões de foliões e movimentação econômica de R$ 2 bilhões em 2023. Em Olinda, o Carnaval reuniu mais de 3,9 milhões de pessoas durante os dias de folia, com um incremento de R$ 382 milhões na economia da cidade.

O  arquipélago de Fernando de Noronha está ganhando destaque nacional e mundial. Pelas ilhas é possível avistar os golfinhos saltadores. Outro lugar de destaque é o Parque Nacional dos Lençóis Maranhenses, um complexo de dunas, rios, lagoas e manguezais. Na Bahia, encontram-se a Costa do Sauípe, maior complexo turístico do Brasil, e o Arquipélago dos Abrolhos, que possui excelente área para mergulho autônomo e livre além de atrações como a temporada das baleias jubarte, que se inicia no mês de julho. No Piauí, encontram-se os parques nacionais Sete Cidades, Serra das Confusões e da Serra da Capivara com formação rochosa e pinturas rupestres; além de seu litoral possuir o Delta do Parnaíba.  Outros destaques são o maior cajueiro do mundo e o Forte dos Reis Magos, ambos no Rio Grande do Norte.

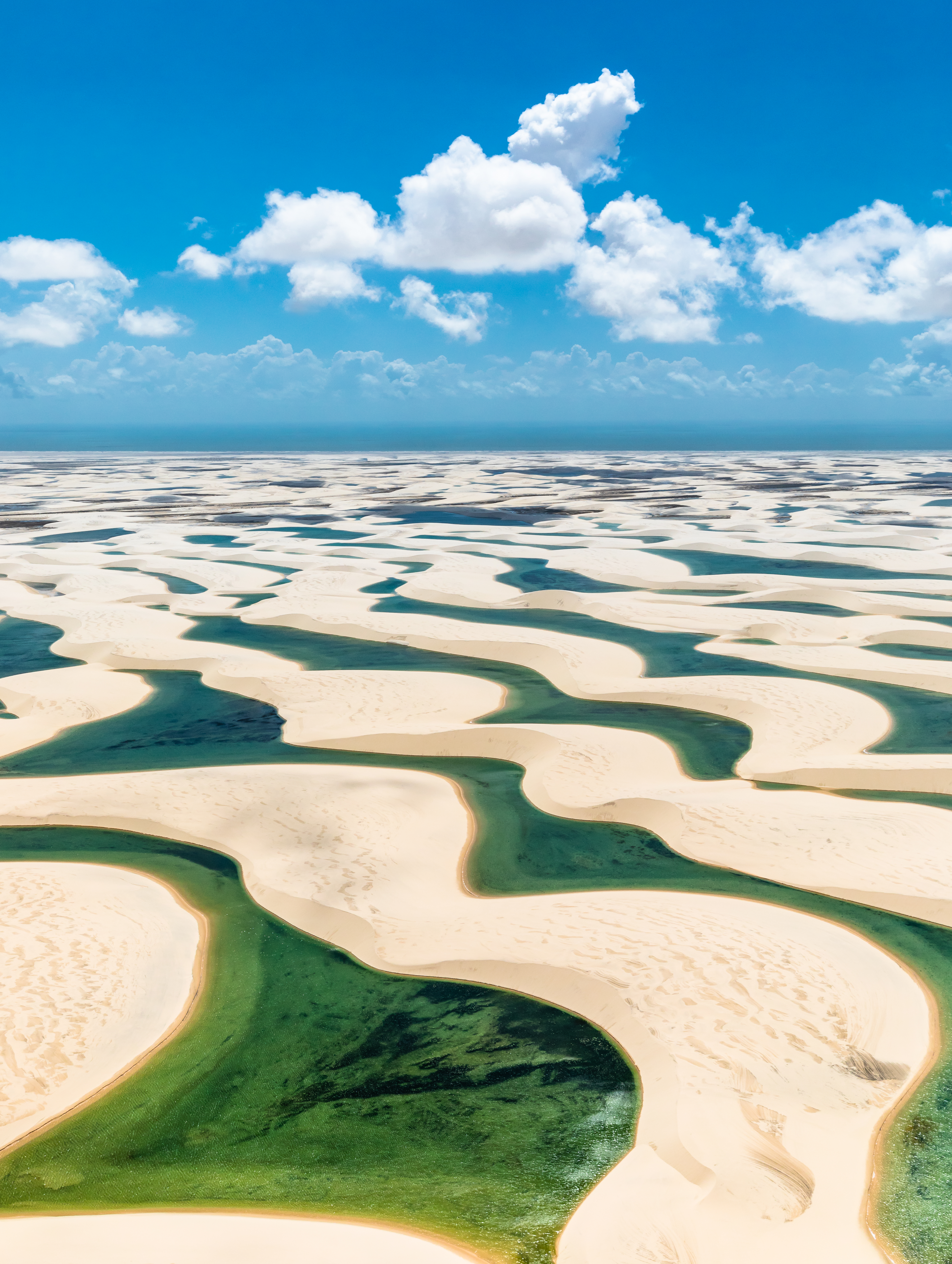
Lençóis Maranhenses, Maranhão.

O ecoturismo ainda é pouco explorado no Nordeste, mas tem grande potencialidade. Ainda assim, dentre os dez principais destinos ecoturísticos brasileiros, aparecem quatro paisagens localizadas na região Nordeste do Brasil, onde é possível escolher entre ilhas (Arquipélago de Fernando de Noronha em Pernambuco), dunas (Lençóis Maranhenses no Maranhão), mata atlântica em alta altitude (Chapada Diamantina na Bahia) e arqueologia na caatinga (Parque Nacional da Serra da Capivara no Piauí).
A cultura da região é também um atrativo para o turista. Todos os estados tem folguedos e tradições diferentes. Olinda, em Pernambuco, com vestígios do Brasil Neerlandês; São Luís, no Maranhão, com os da França Equinocial; São Cristóvão, em Sergipe, e sua Praça de São Francisco, rodeada de imponentes edifícios históricos; Salvador, na Bahia, com os da sede político-administrativa do Brasil Colonial; e Porto Seguro e Santa Cruz de Cabrália, também na Bahia, com as marcas históricas da chegada das esquadras do descobrimento do Brasil; são alguns dos principais atrativos histórico-culturais da região, sendo os quatro primeiros considerados patrimônios culturais da humanidade pela UNESCO.

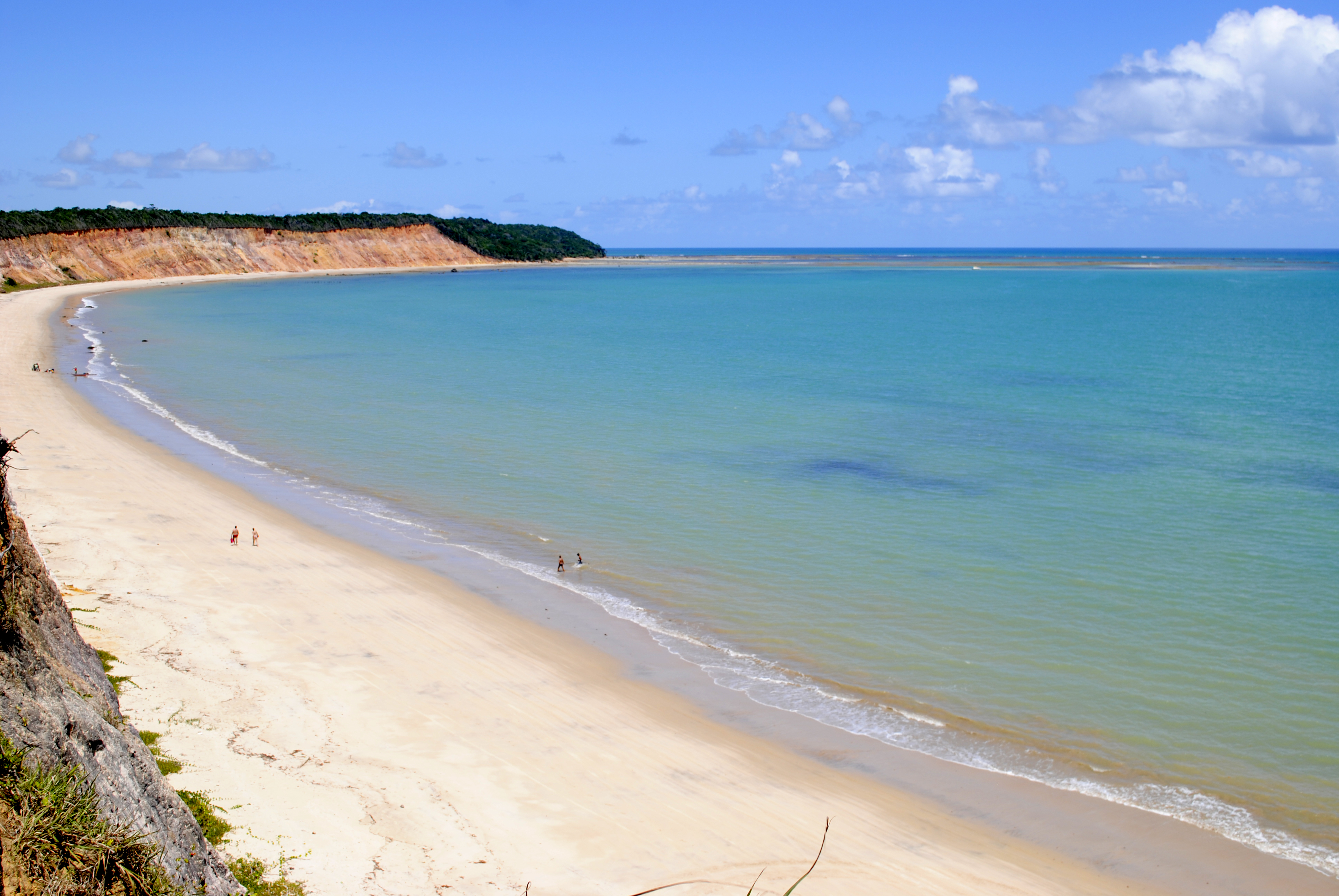
Carro Quebrado, Alagoas.
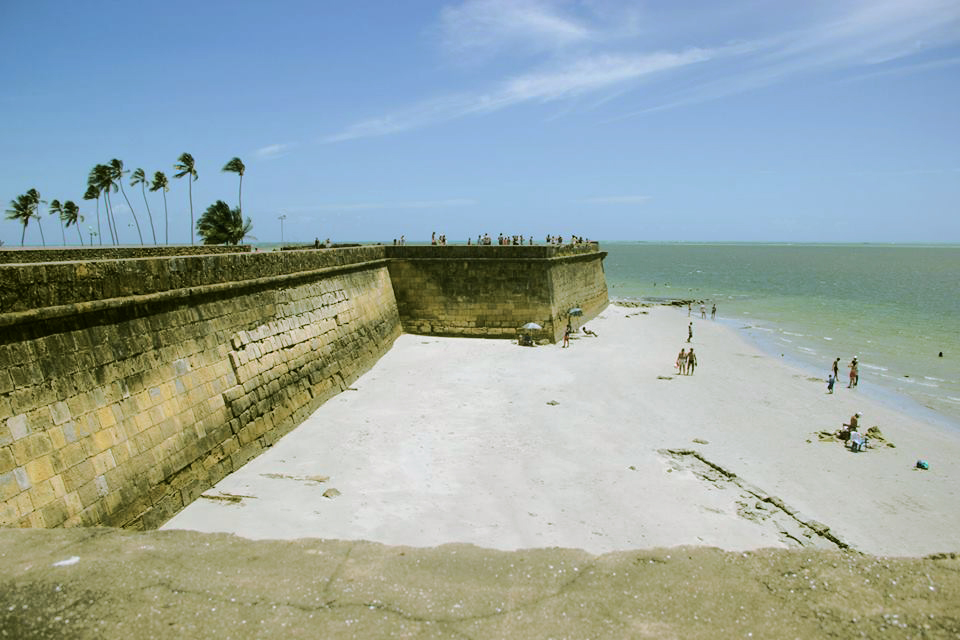
Ilha de Itamaracá, Pernambuco.
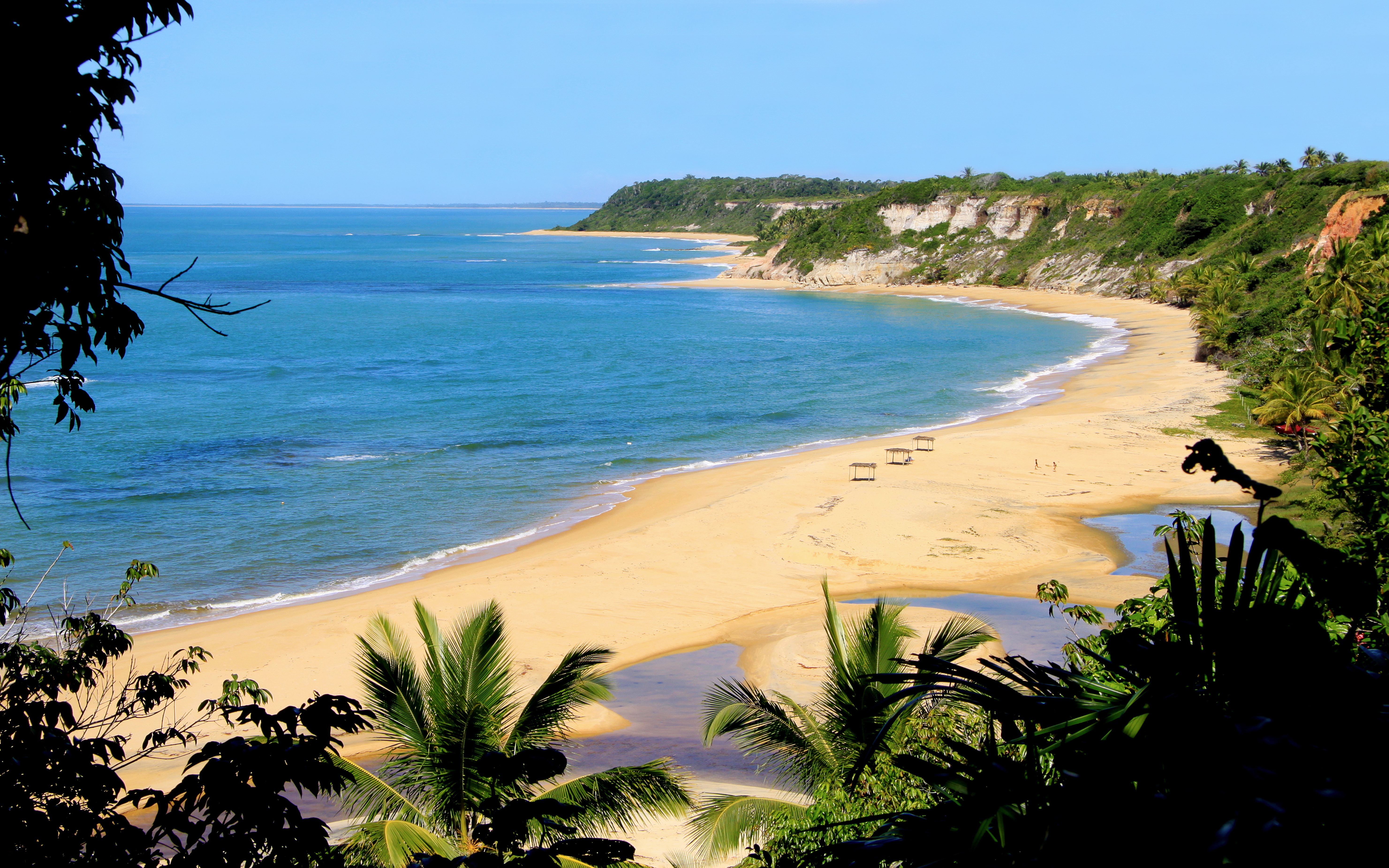
Trancoso, Bahia.
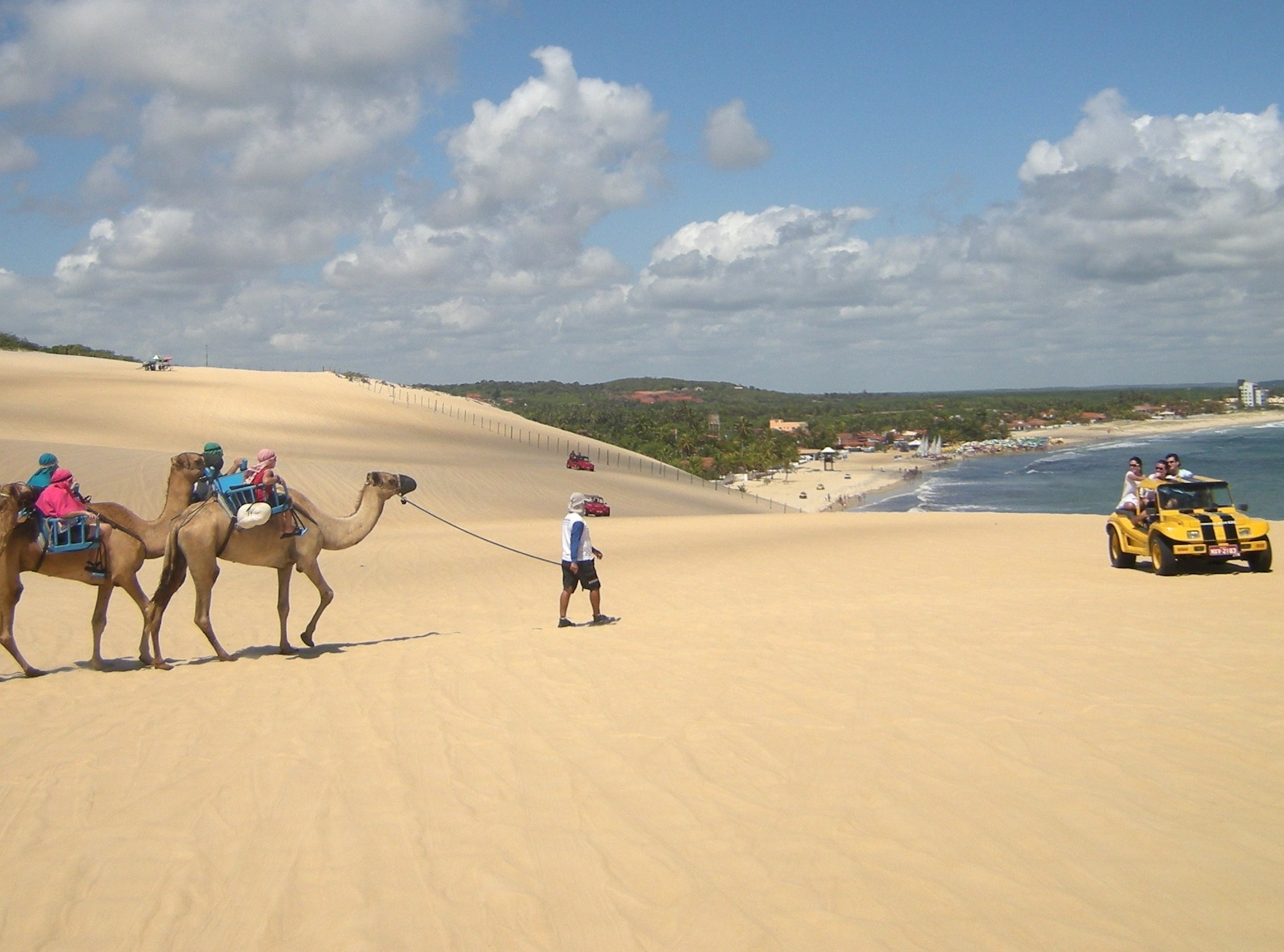
Genipabu, Rio Grande do Norte.
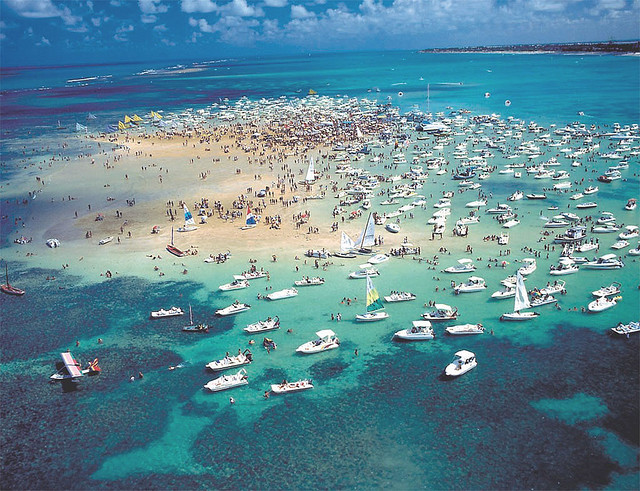
Cabedelo, Paraíba.
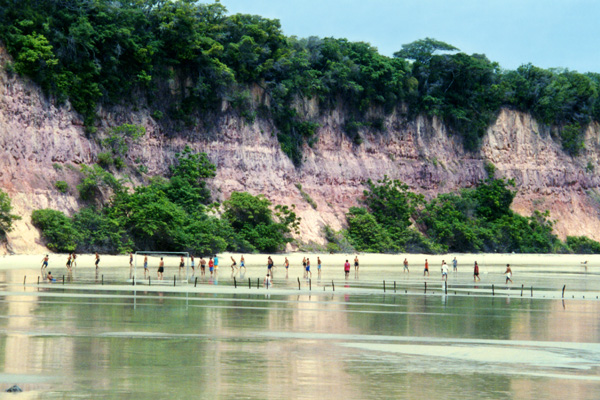
Praia de Pipa, Rio Grande do Norte.
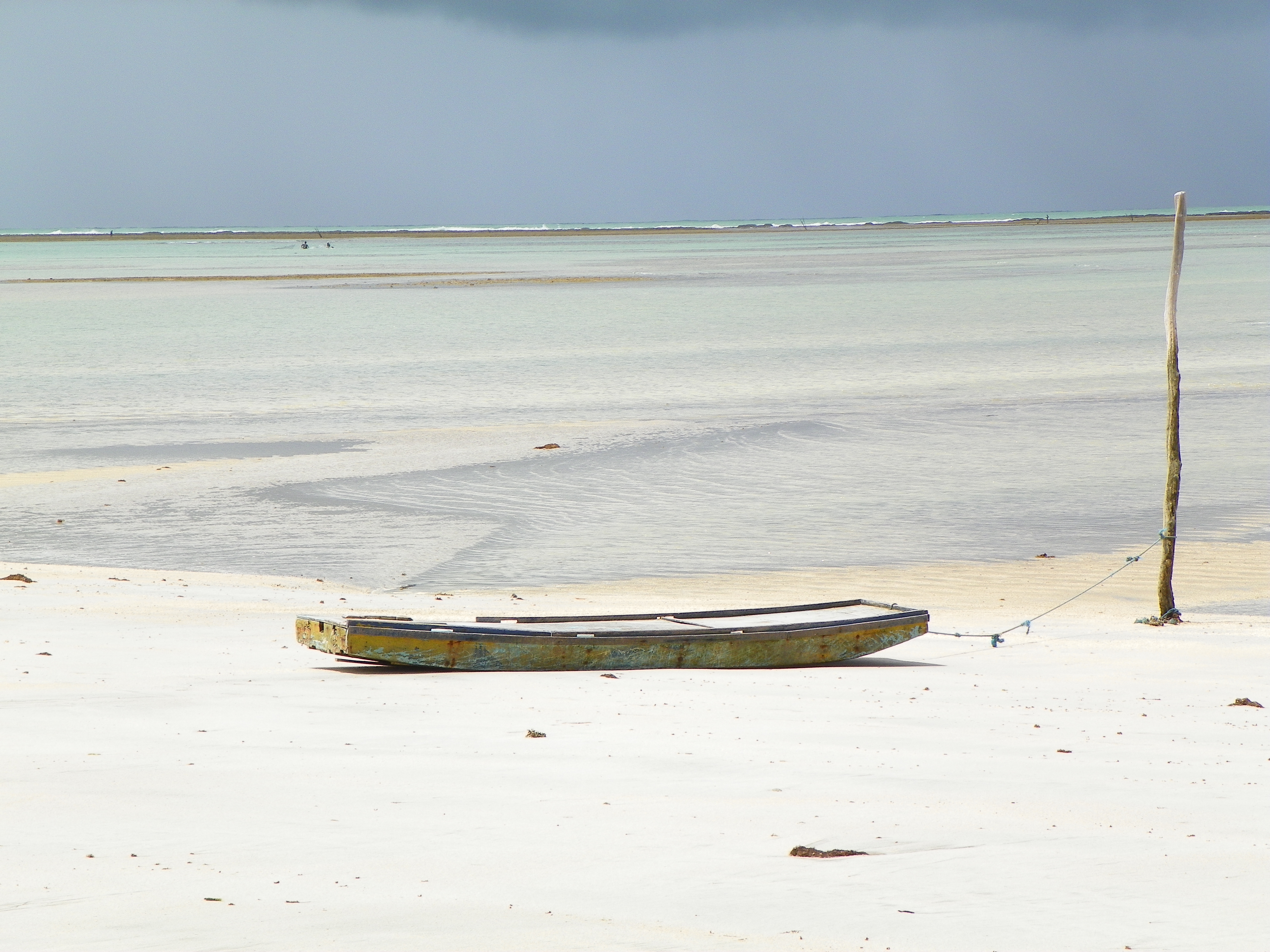
São Miguel dos Milagres, Alagoas.
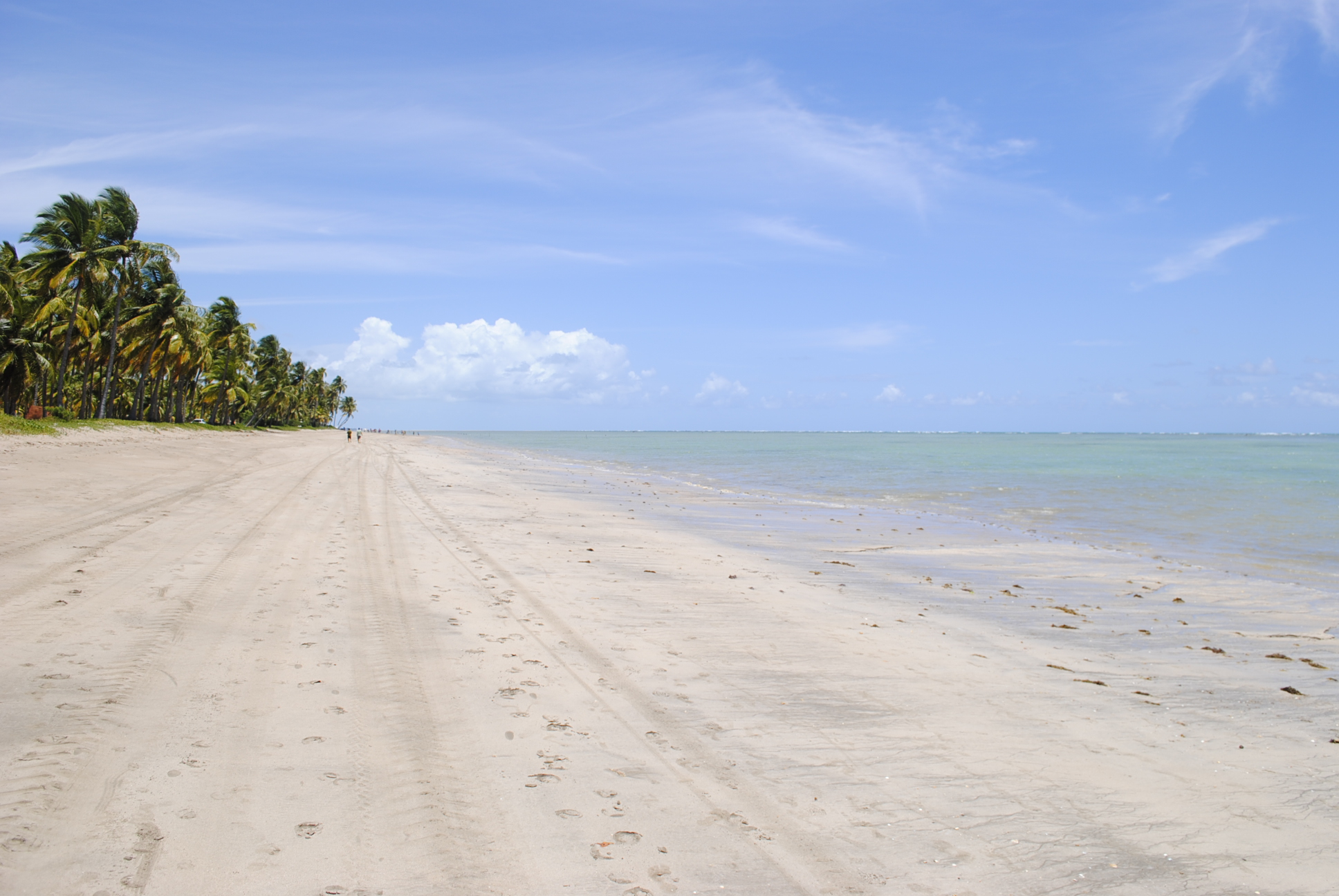
Praia do Patacho, Alagoas.
Porto de Galinhas, Pernambuco.
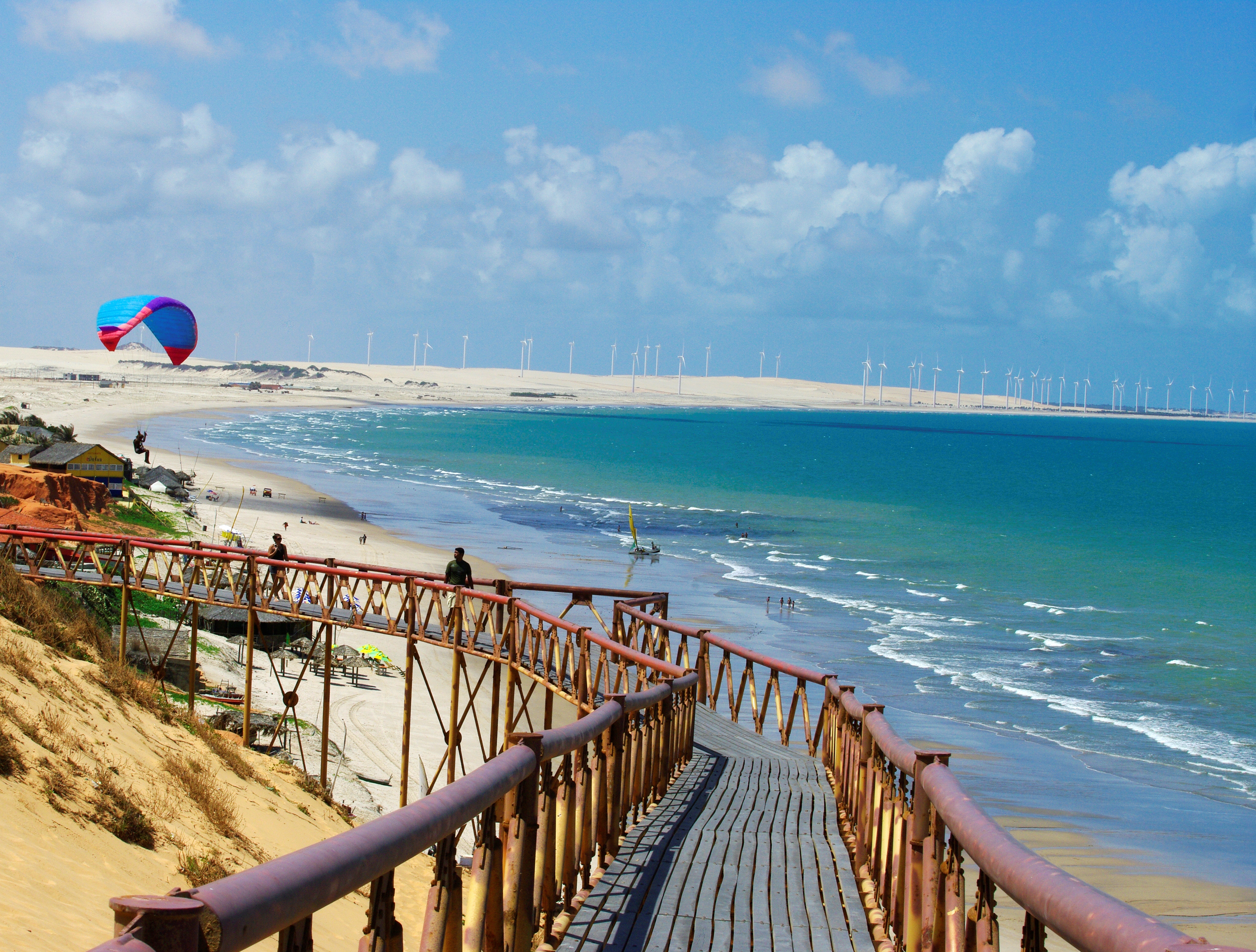
Canoa Quebrada, Ceará.
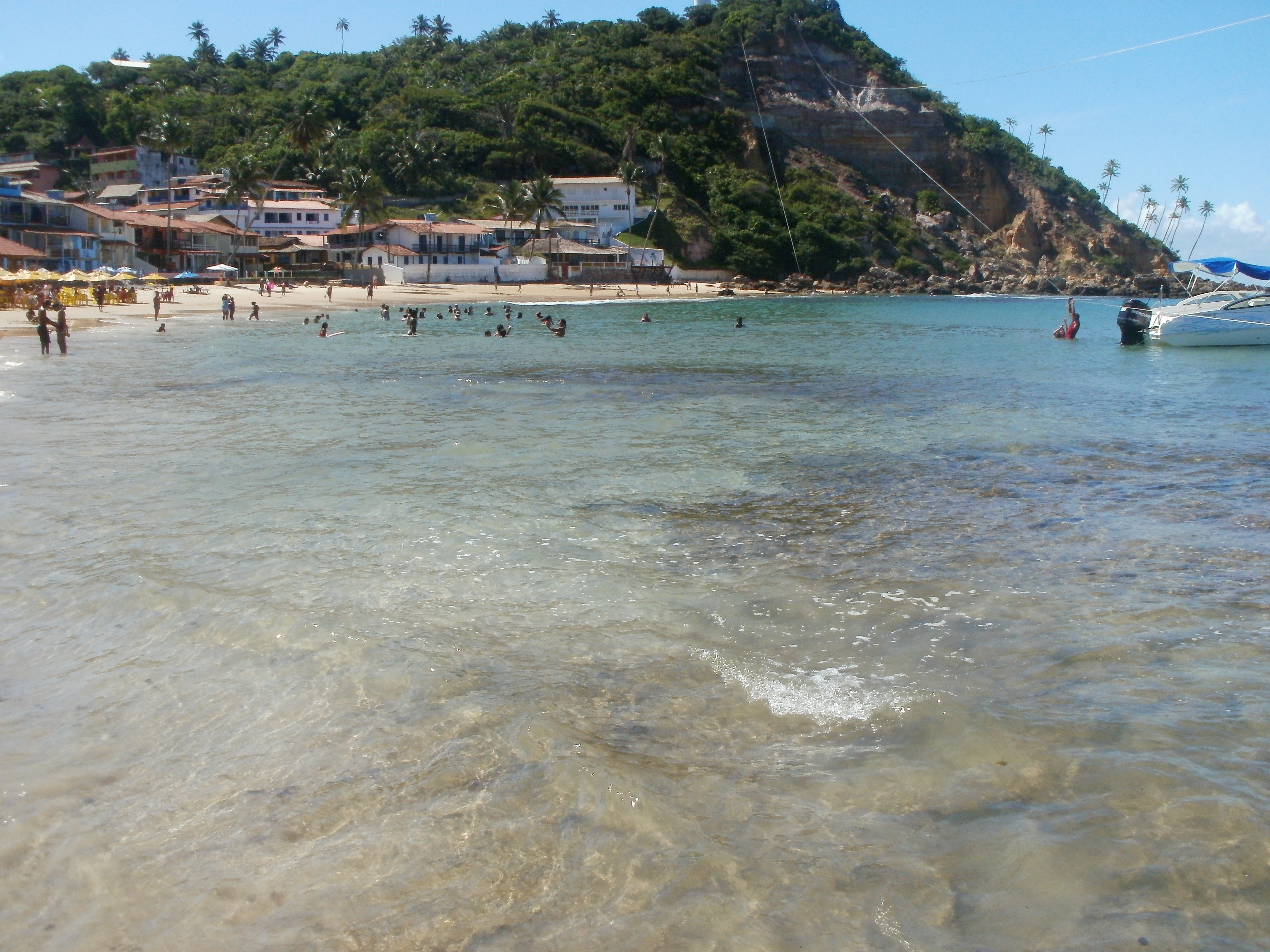
Morro de São Paulo, Bahia.
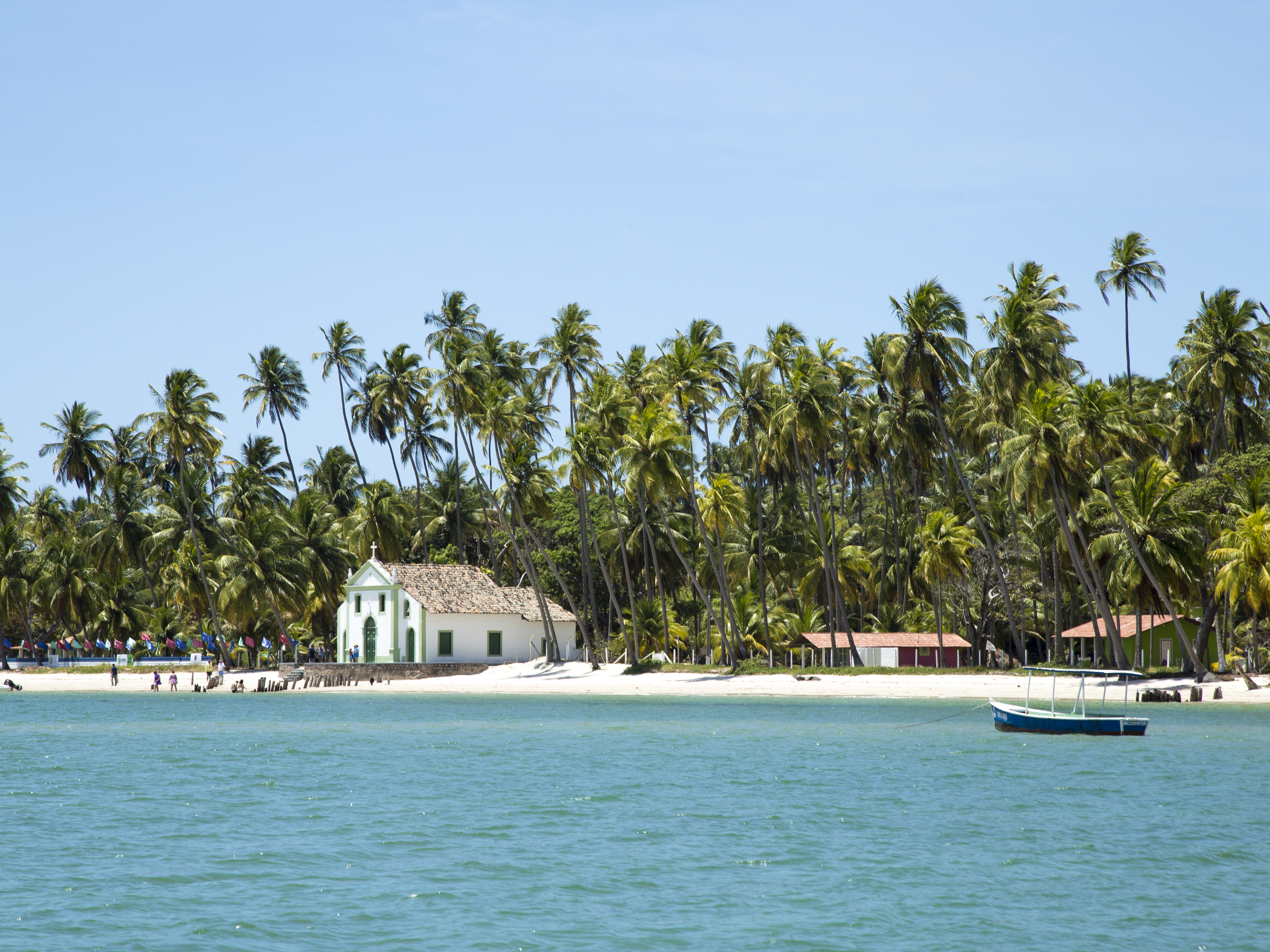
Praia dos Carneiros, Pernambuco
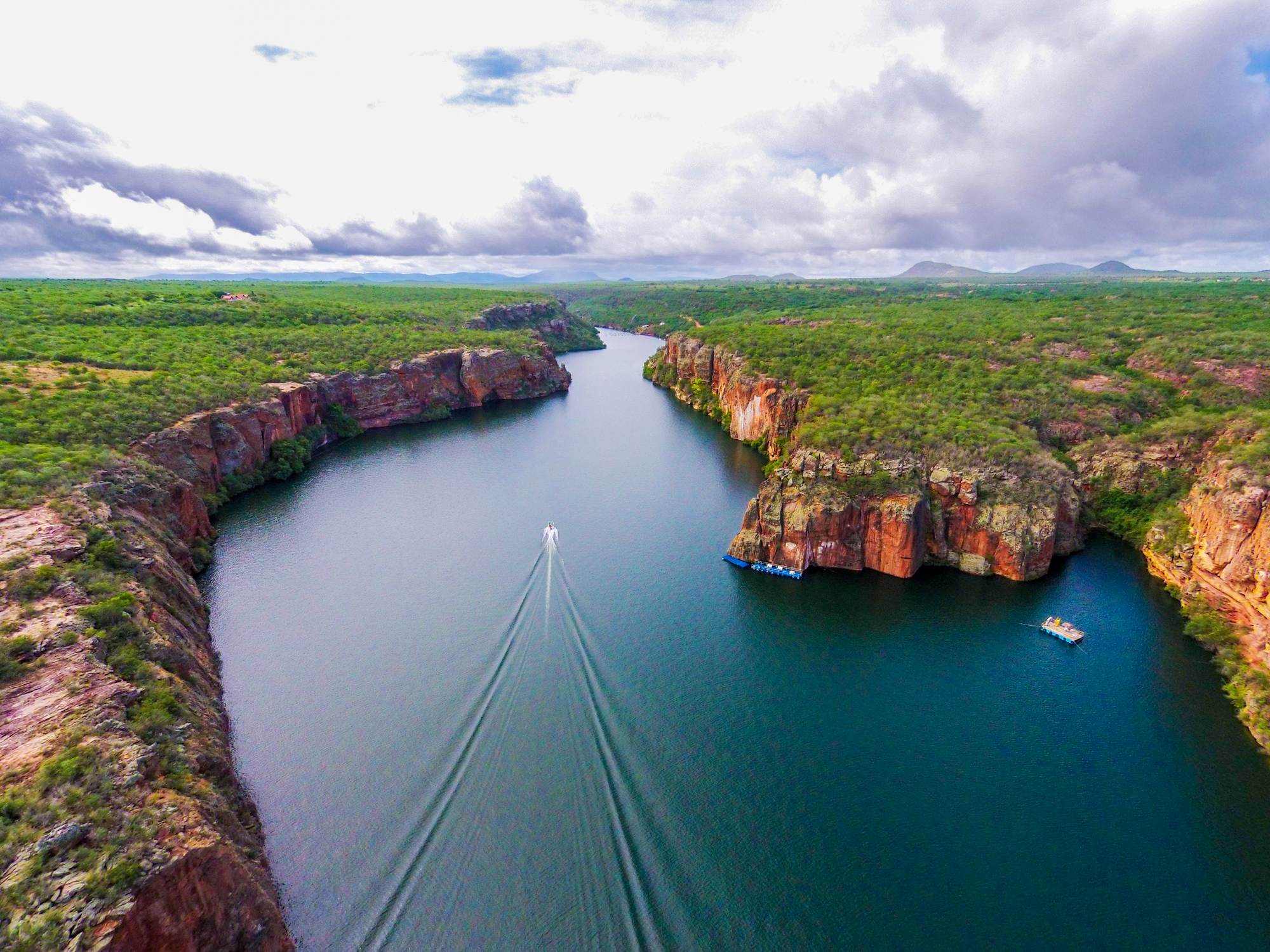
Cânion de Xingó no Rio São Francisco, município de Delmiro Gouveia, parte do Monumento Natural do Rio São Francisco
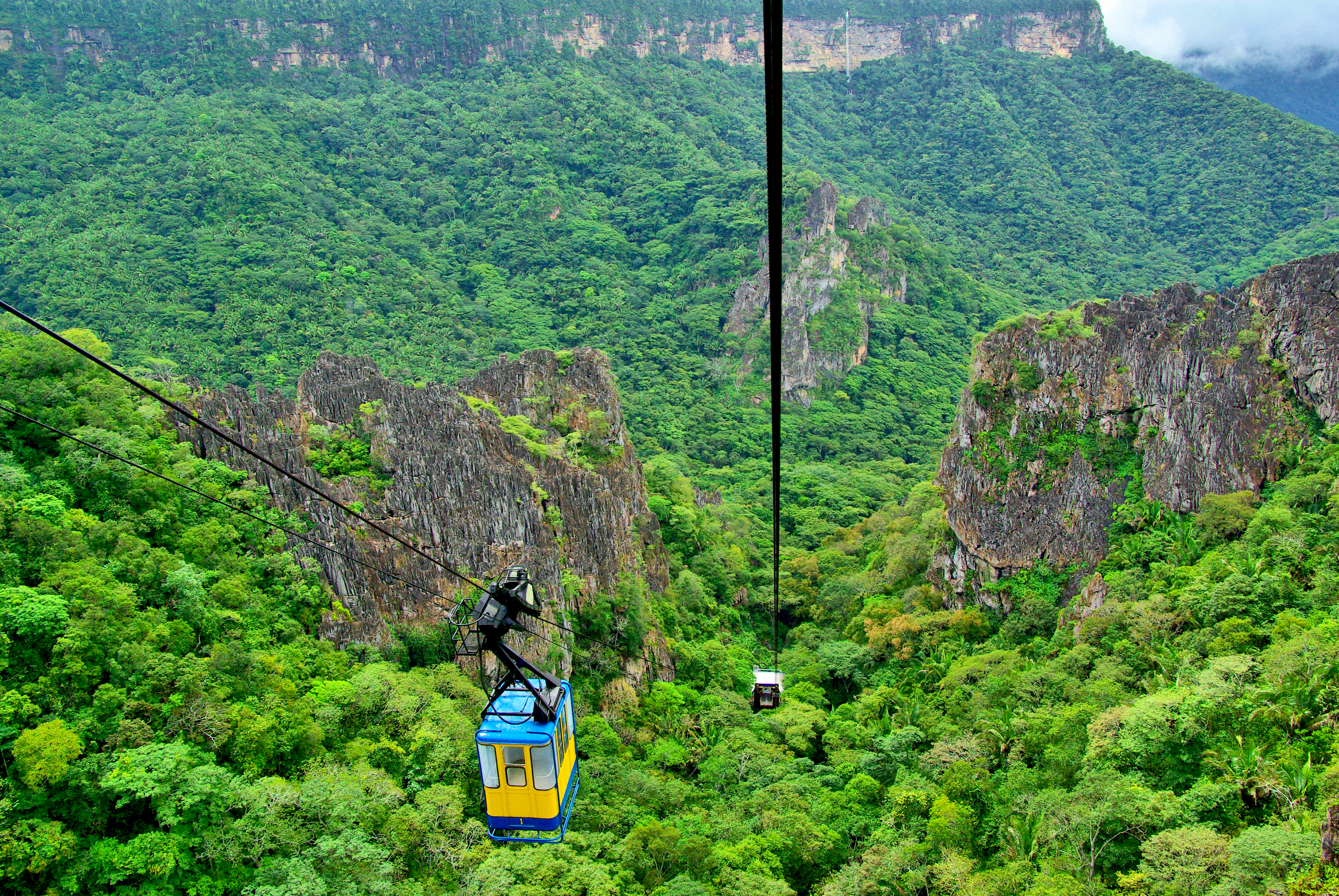
Parque Nacional de Ubajara, Ceará.

### Festividades

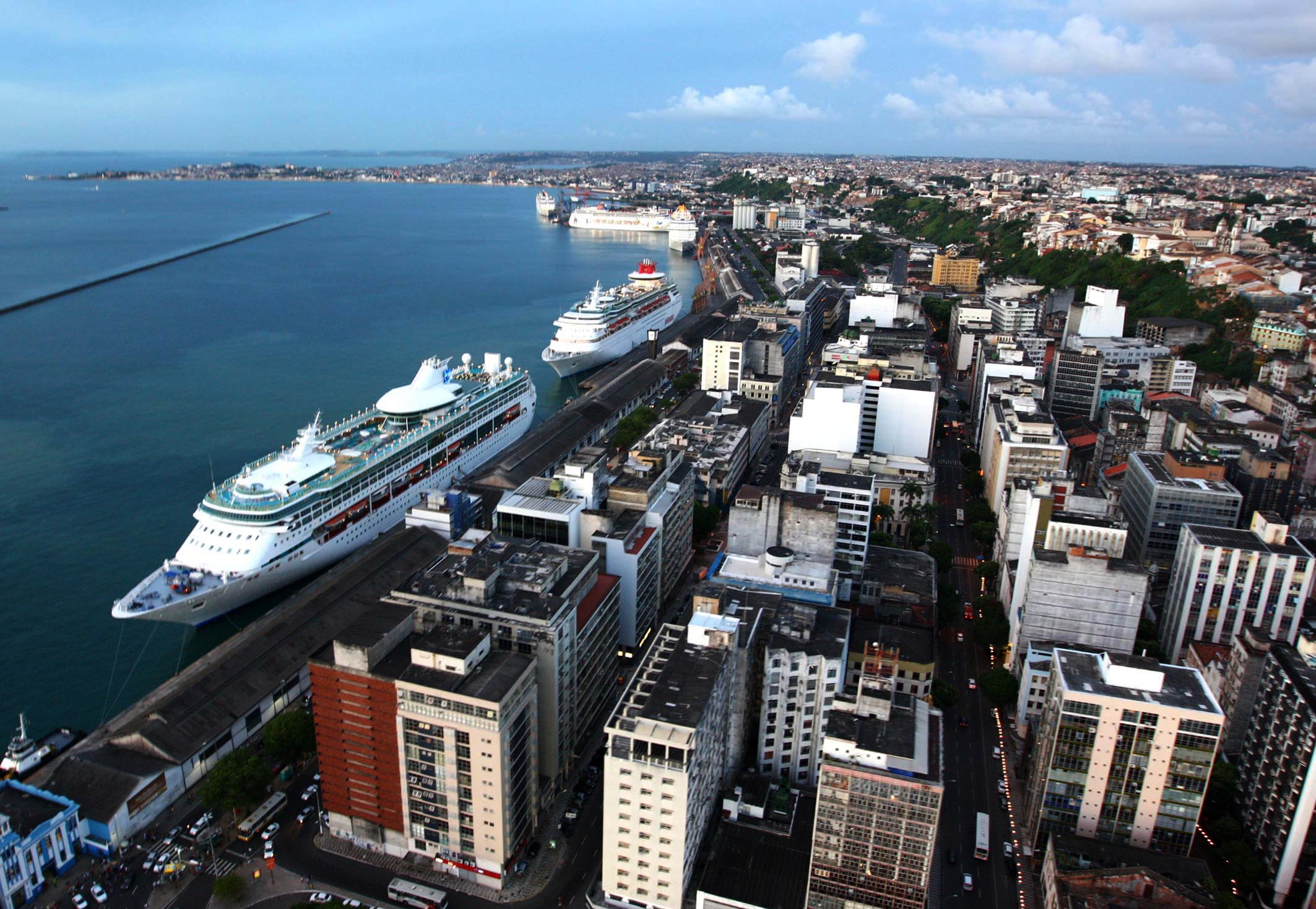
Turismo de Carnaval em Salvador, Bahia. O Carnaval de Salvador é a maior festa de rua do planeta segundo o Guinness Book.

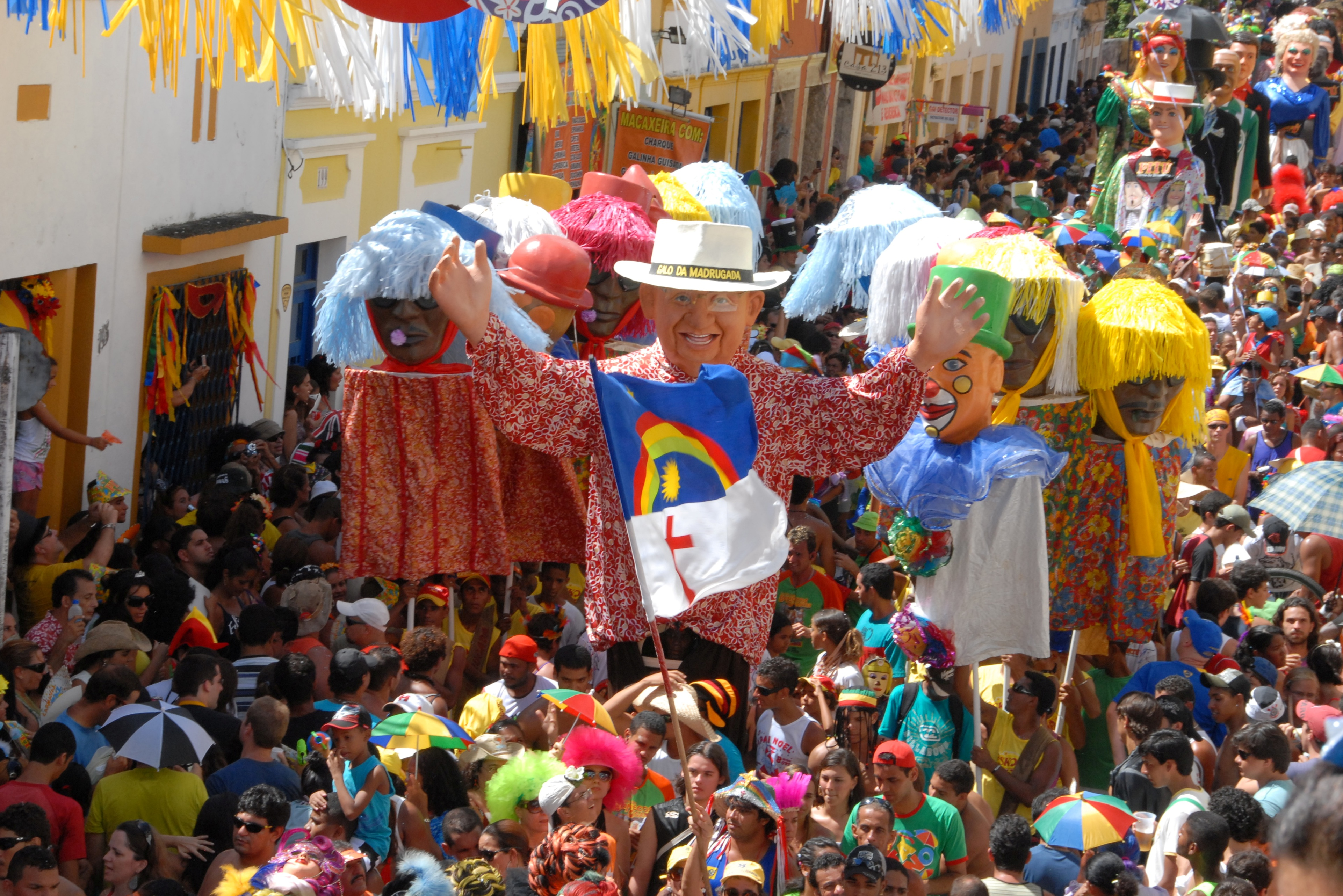
Bonecos gigantes em Olinda, Pernambuco. O Carnaval Recife–Olinda é considerado o mais democrático e culturalmente diverso do país.

E nas festividades, a região Nordeste dispõe de variados eventos que ocorrem ao longo do ano:
No Carnaval os destaques são as festas de Salvador e Recife e Olinda. O primeiro é a maior festa popular do planeta segundo o Guinness Book contando com cerca de 2,7 milhões foliões em seis dias de festa (equivalente ao número de moradores da cidade), e internacionalmente conhecido pelos desfiles de artistas famosos nos trios elétricos; e o segundo é considerado o carnaval mais democrático do país, já que os foliões não precisam pagar para brincar, e conhecido por seus característicos Bonecos de Olinda, pelo ritmo do frevo e do maracatu, além de possuir o maior bloco carnavalesco do mundo, o Galo da Madrugada.

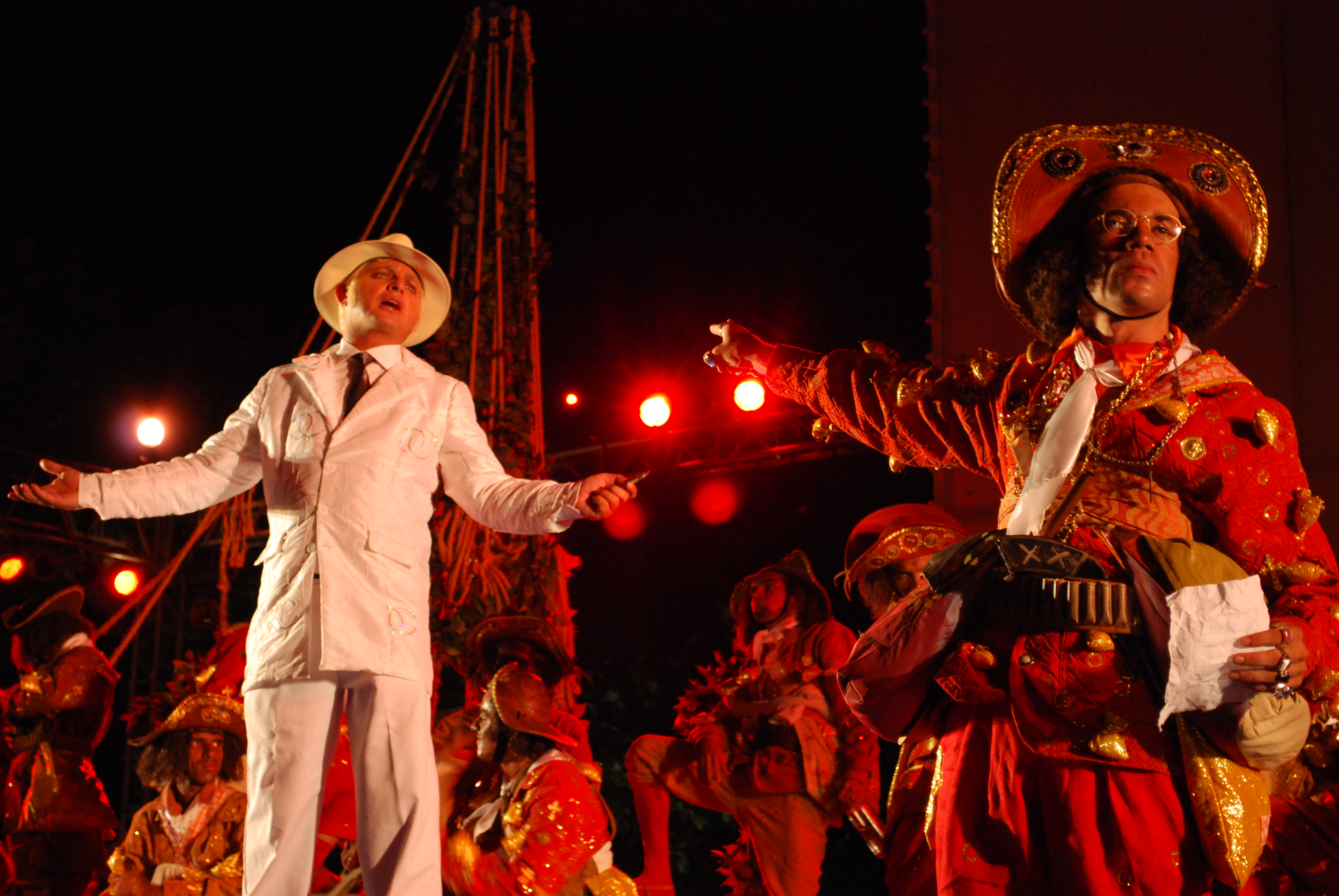
Espetáculo "Chuva de Bala" nos festejos juninos de Mossoró, no Rio Grande do Norte.

As micaretas (carnavais fora de época) de maior destaque são o "Carnatal" em Natal; o "Fortal" em Fortaleza; o "Pré-Caju" em Aracaju; a "Micareta de Feira" em Feira de Santana; e a "Micarande" em Campina Grande. Há também o "bumba-meu-boi" em Maceió e em São Luís do Maranhão.
Quando vai se aproximando o São João, as cidades de Caruaru em Pernambuco e Campina Grande na Paraíba disputam o título de "Capital do Forró". Destacam-se também pelo seu São João as cidades de Juazeiro do Norte no Ceará, Mossoró no Rio Grande do Norte e Aracaju em Sergipe.
Há também festivais de música como o "Festival de Verão de Salvador" na capital baiana, o "Piauí Pop" em Teresina, o "Mada" em Natal, o "Abril Pro Rock" no Recife, o "Ceará Music" em Fortaleza, o "Fest Verão Paraíba" em João Pessoa, o "Maceió Fest" em Maceió e o "Festival de Inverno Bahia" em Vitória da Conquista.

### Cultura
A cultura da região é, também, um grande atrativo para o turista, já que todos os estados têm seus próprios folguedos e tradições. No turismo histórico, as cidades de João Pessoa na Paraíba, Penedo em Alagoas, Recife/Olinda em Pernambuco, São Cristóvão em Sergipe, São Luís no Maranhão e Salvador na Bahia se destacam. As quatro últimas possuem sítios históricos declarados patrimônios culturais da humanidade pela UNESCO.

### Ecoturismo

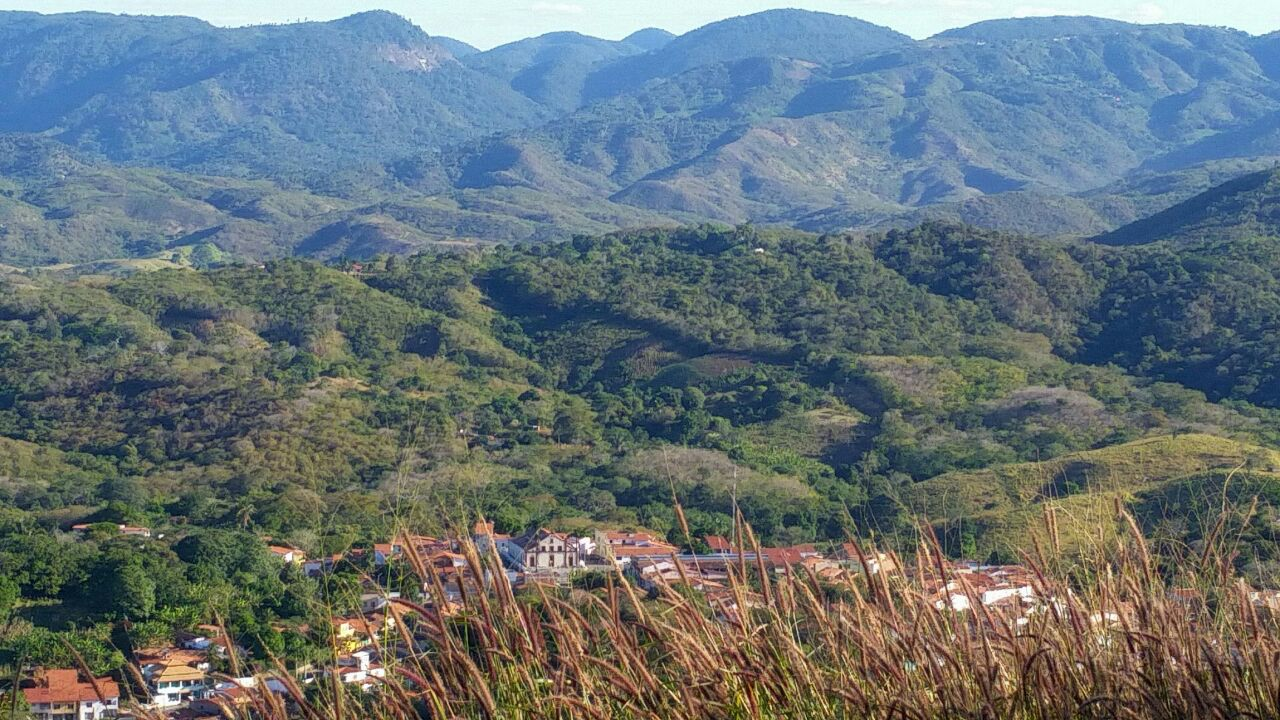
Palmácia, município com clima serrano encravado na Serra de Baturité, destaca-se como um dos municípios com maior potencial para o ecoturismo e turismo de aventura no Brasil.

O ecoturismo ainda é pouco explorado no Nordeste, mas tem grande potencialidade. Ainda assim, dentre os dez principais destinos ecoturísticos brasileiros, aparecem quatro paisagens localizadas na região Nordeste do Brasil, onde é possível escolher entre ilhas (Arquipélago de Fernando de Noronha, em Pernambuco), dunas (Parque Nacional dos Lençóis Maranhenses, no Maranhão), mata atlântica em alta altitude (Chapada Diamantina, na Bahia e Serra de Baturité,no Ceará.) e arqueologia na caatinga (Parque Nacional da Serra da Capivara, no Piauí).
A Serra de Baturité,por exemplo, é detentora de uma das últimas reservas da Mata Atlântica da região nordestina, e, por isso, apresenta condições ideais para a prática do Ecoturismo. A região é rica, sobretudo, em cachoeiras. Nas programações turísticas, é possível conhecer lugares como as Cachoeiras da Volta, do Frade, do Perigo, do Chuvisco, do Oratório, do Cafundó e do Jordão, por exemplo. A região oferece diversas atrações turísticas naturais, que envolvem passeios de caiaque, pedalinho, canoa canadense, cavalo, esportes radicais e trilhas. Além do clima ameno como diferencial, a região é entrecortada por quedas d'água e montanhas. A Pedra do Bacamarte, é respeitada pelos alpinistas por sua altura e imponência. A Pedra da Torre da Lua, o platô Encontro dos Ventos,o Morro do Cruzeiro o Penhasco São João e a Cachoeira do Chuvisco, uma das nascentes do Rio Ceará, são outras atrações turísticas importantes. Os relevos favorecem a prática de várias modalidades de esportes de aventura, destacando-se de modo especial o voo livre. As trilhas ecológicas podem ser feitas nos mais diferentes níveis. A trilha do Bacamarte, conhecida por ser íngreme, permite, ao seu final, a visão os municípios de Maranguape, Redenção, Acarape e Fortaleza. A trilha da Torre da Lua, mais suave, tem passagem pela mata atlântica e uma grande visão do vale da região.

### Gastronomia

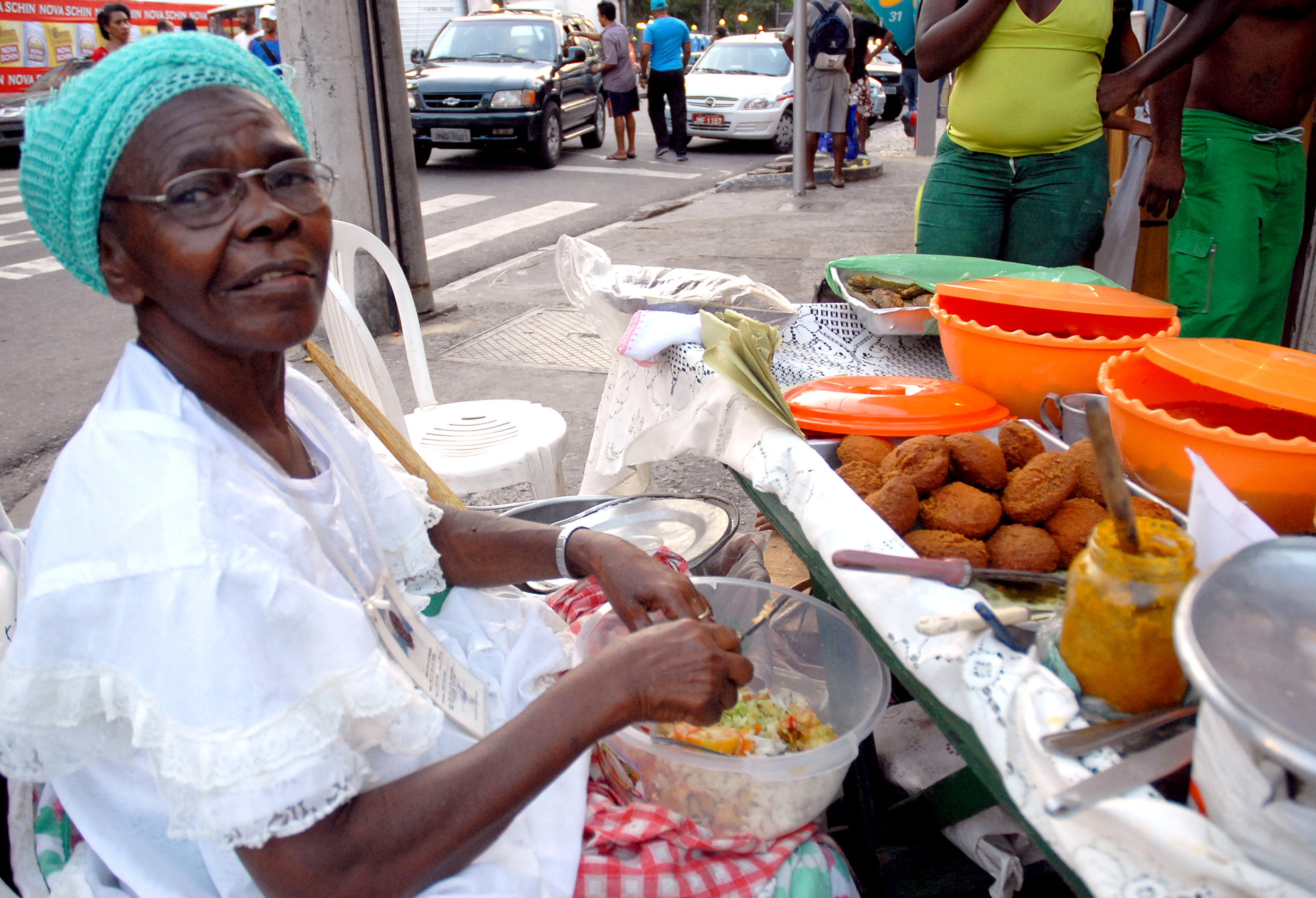
Uma baiana do acarajé. Famosas em todo o estado, elas são conhecidas por produzirem e venderem pratos das culinárias africana e baiana.

A Gastronomia é um dos grandes atrativos da região.
A culinária da Bahia é aquela produzida principalmente no Recôncavo baiano. É baseada em especiarias com tempero forte à base de azeite de dendê, leite de coco, gengibre, pimenta de várias qualidades e muitos outros que não são utilizados nos demais estados do Brasil. Na culinária baiana algumas das principais iguarias — muitas delas de origem africana — são o acarajé, o abará, o caruru e o vatapá.
Já a culinária de Pernambuco destaca-se pela chamada "doçaria pernambucana", ou seja, os doces desenvolvidos durante os períodos colonial e imperial nos seus engenhos de açúcar como o bolo de rolo, o bolo Souza Leão, a cartola e a Tapioca; e também pelas bebidas e iguarias salgadas descobertas ou provavelmente originadas no estado a exemplo da cachaça, do beiju e da feijoada à brasileira.
Outra culinária com bastante reconhecimento é a culinária paraibana. A maioria dos pratos paraibanos são a base da mandioca e cana-de-açúcar como o arroz doce e chouriço doce.

## Infraestrutura

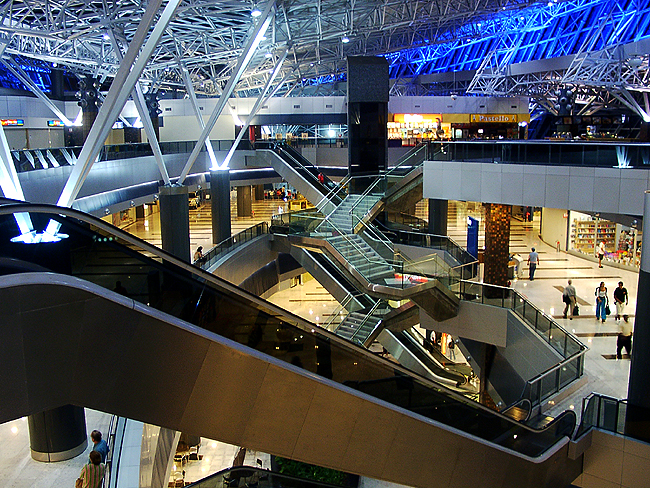
O Aeroporto Internacional do Recife é o mais moderno aeroporto do Norte-Nordeste do Brasil e um dos cinco melhores do mundo.

Apesar de ainda necessitar de melhorias, a região possui uma boa infraestrutura hoteleira em geral.